# Gumnjani
Gumnjani (cyr. Гумњани) – wieś w Bośni i Hercegowinie, w Republice Serbskiej, w gminie Kostajnica. W 2013 roku liczyła 35 mieszkańców.